# ぐっと
『ぐっと』は、2016年10月7日から2024年9月27日まで中京テレビで放送された生活情報番組である。放送時間は毎週金曜 10:25 - 11:55 （日本標準時）。

## 概要
それまで同時間帯に放送されていた『クレママ』のリニューアル版で、同じく主婦をターゲットにした内容で放送。「ぐっと」くる「Good」な情報を視聴者のもとへ届けることをコンセプトにしており、それが番組タイトルの由来になっている。2020年8月28日放送分で200回を迎えた。
2021年1月から3月までは『ストライク!』の金曜放送分が本番組へ統合され、10:25 - 11:00の第1部と11:30 - 11:55の第2部の2部制で放送された。
2021年4月以降は、それまで11:00 - 11:30の枠で放送されていた『それいけ!アンパンマン』を日曜6:30 - 7:00に枠移動し本番組を拡大、10:25 - 11:55の90分番組となる。この事により中京テレビではこれまでの月曜 - 木曜だけでなく、金曜のミニ番組を除く早朝から19時まで日本テレビ系列のネット受け番組を含め、全て生放送番組となった。
2021年9月24日の放送をもって開始以来MCを務めていた前田が番組を卒業。3日後の9月27日に前田が自身のブログで後任に望月杏夏が就任することを発表。10月1日の放送から望月がMCに就任した。
2023年2月3日放送分には、望月が欠席（詳細不明）。阿部芳美が代役をつとめた。
2024年3月29日 - 2年半MCをつとめた望月が番組を卒業。後任には阿部が就任した。
2024年6月7日 - 佐藤弘道が体調不良の為休演し、6月13日 脊髄梗塞である事を公表、14日放送分より正式に休演。番組冒頭で佐藤からのメッセージを阿部が読み上げた。佐藤の休演に伴い、6月7日放送回よりゲストMC制となる（9月13日放送回まで）。その後は療養に専念、8月20日に退院。9月20日放送回で、3ヶ月半ぶりにスタジオ復帰を果たした。
2024年9月27日の放送をもって終了することが、13日の放送で発表された。10月4日からは、カミナリ（竹内まなぶ・石田たくみ）がMCを担当する新番組「カミング」が放送を開始。

## 出演者
肩書きの無い人物は、中京テレビアナウンサー（出演当時も含む）。

### 現在
MC
- 佐藤弘道（2016年10月7日 - 2024年5月31日、2024年9月20日 - 同年9月27日）※2024年6月7日放送回を休演、翌週6月14日放送回より病気療養に伴う芸能活動一時休止のため正式に休演[1]。9月20日放送回で、3か月半ぶりにスタジオ復帰[6]。
- 阿部芳美（2024年4月5日 - 2024年9月27日）（2021年10月 - 2024年3月プレゼンター）

- 2024年6月7日 - 同年9月13日、ゲストMC（下記参照）

プレゼンター
- プレゼンター：MAG!C☆PRINCE（平野泰新、大城光、永田薫）[21][22]

法律コーナー
- 正木裕美（弁護士）[22]

ナレーター
- 田村浩平（ナレーション・ロケ）
- 赤木由布子（ナレーション）
- 前田麻衣子（ナレーション） （番組開始 - 2021年9月まではMC）

### 過去の出演者
- ナレーターは2021年4月 - ローテーション出演。

| 期間      | 期間       | MC（司会）                                                       | MC（司会） | プレゼンター                                       | ナレーター                                       | 法律コーナー       |
| 期間      | 期間       | 男性                                                             | 女性       | プレゼンター                                       | ナレーター                                       | 法律コーナー       |
| --------- | ---------- | ---------------------------------------------------------------- | ---------- | -------------------------------------------------- | ------------------------------------------------ | ------------------ |
| 2016.10.7 | 2017.9.29  | 佐藤弘道                                                         | 前田麻衣子 | MAG!C☆PRINCE（平野泰新・大城光・永田薫・阿部周平） | 佐野祐子                                         | 正木裕美（弁護士） |
| 2017.10.6 | 2018.11.30 | 佐藤弘道                                                         | 前田麻衣子 | MAG!C☆PRINCE（平野泰新・大城光・永田薫・阿部周平） | 稲村沙綾                                         | 正木裕美（弁護士） |
| 2018.12.7 | 2021.3.26  | 佐藤弘道                                                         | 前田麻衣子 | MAG!C☆PRINCE（平野泰新・大城光・永田薫・阿部周平） | 磯貝初奈                                         | 正木裕美（弁護士） |
| 2021.4.2  | 2021.9.24  | 佐藤弘道                                                         | 前田麻衣子 | MAG!C☆PRINCE（平野泰新・大城光・永田薫） 磯貝初奈  | 磯貝初奈 望月杏夏 佐野祐子                       | 正木裕美（弁護士） |
| 2021.10.1 | 2022.3.25  | 佐藤弘道                                                         | 望月杏夏   | MAG!C☆PRINCE（平野泰新・大城光・永田薫） 磯貝初奈  | 磯貝初奈 佐野祐子 阿部芳美                       | 正木裕美（弁護士） |
| 2022.4.1  | 2022.5.27  | 佐藤弘道                                                         | 望月杏夏   | MAG!C☆PRINCE（平野泰新・大城光・永田薫）           | 佐野祐子 阿部芳美 伊藤楓                         | 正木裕美（弁護士） |
| 2022.6.3  | 2023.3.31  | 佐藤弘道                                                         | 望月杏夏   | MAG!C☆PRINCE（平野泰新・大城光・永田薫）           | 佐野祐子 阿部芳美 田村浩平 岡田健太郎 前田麻衣子 | 正木裕美（弁護士） |
| 2023.4.7  | 2024.3.29  | 佐藤弘道                                                         | 望月杏夏   | MAG!C☆PRINCE（平野泰新・大城光・永田薫）           | 阿部芳美 前田麻衣子 赤木由布子                   | 正木裕美（弁護士） |
| 2024.4.5  | 2024.5.31  | 佐藤弘道                                                         | 阿部芳美   | MAG!C☆PRINCE（平野泰新・大城光・永田薫）           | 前田麻衣子 赤木由布子 田村浩平                   | 正木裕美（弁護士） |
| 2024.6.7  | 2024.9.27  | ゲストMC（2024.6.7 - 2024.9.13） 2024.9.20 - 2024.9.27は佐藤弘道 | 阿部芳美   | MAG!C☆PRINCE（平野泰新・大城光・永田薫）           | 前田麻衣子 赤木由布子 田村浩平                   | 正木裕美（弁護士） |

## コーナー
すべて『クレママ』からの引き継ぎコーナーである。
- 特集コーナー（固有コーナー名無し）
- ぐぐっとエンタメ
- ぐぐっと旬情報
- 名古屋アンパンマンこどもミュージアム＆パーク
- 法律コーナー（月に1回）[22]
- 探偵平野のウワサの〇〇調べます!
- 最新天気予報

## 番組史

### 2016年
- 10月7日 - 2015年4月から1年半放送されていた『クレママ』の後番組として、MCにNHK『おかあさんといっしょ』の10代目たいそうのおにいさん・佐藤弘道と前田麻衣子を迎え、スタート。ナレーションは、前番組「クレママ」に引き続き佐野祐子が担当。

なお、前田は、前年に長女を出産。2015年6月下旬より約1年間の産前産後休暇および育児休業を経て、この年の8月に職場復帰。本番組が前田にとって復帰後初のレギュラー番組となった。

### 2017年
- 9月29日 - ナレーション担当の佐野が番組を卒業。
- 10月6日 - この日の放送から佐野の後任として稲村沙綾がナレーションを担当。

### 2018年
- 11月30日 - ナレーション担当の稲村が産休のためこの日の放送をもって降板。
- 12月7日 - この日の放送から稲村の後任として磯貝初奈がナレーション担当。
- 12月21日 - 『ぐっと 年の瀬拡大スペシャル』として、10:25 - 11:55に時間を拡大して放送。『NNNストレイトニュース』放送のための途中中断あり。

### 2021年
- 1月8日 - この日の放送から『ストライク!』の金曜放送分を統合し放送を拡大。それいけ!アンパンマンとNNNストレイトニュース、ローカルニュースをはさみ、10:25 - 11:00および11:40 - 11:55の2部構成となる。
- 4月2日 - この日の放送から「それいけ!アンパンマン」放送枠の移動に伴い、ニュースをのぞき90分間の放送となる。新たにプレゼンターとして現ナレーション担当の磯貝、初代ナレーションの佐野に加え、新たに望月杏夏が加入。3人のアナウンサーが週替わりで担当する。佐野は、ナレーションを担当していた2017年9月以来、3年半ぶりの番組復帰となる。
- 9月24日 - 番組開始から5年間MCをつとめてきた前田がこの日の放送をもって卒業。後任は番組内で発表されず、3日後の9月27日に前田がブログを更新し、自身の後任を望月が担当すると発表。望月は10月1日放送回よりMCに就任する。
- 10月1日 - この日の放送から望月がMCに就任。プレゼンターとして、新たに阿部芳美が加入し、佐野・磯貝とともに週替わりでスタジオ出演し、ナレーションも兼任する。

### 2022年
- 3月25日 - 磯貝が3月いっぱいで退社することに伴い番組を卒業
- 4月15日 - 伊藤楓がナレーションを担当。伊藤のナレーションはこの回のみ。
- 6月-佐野が産休のため一時休演。

### 2024年
- 3月29日 - 望月が番組を卒業[25]。
- 4月5日 - 望月に代わり阿部芳美が3代目MCに就任。
- 6月7日 - 佐藤弘道が体調不良の為休演。
- 6月13日 - 佐藤弘道が脊髄梗塞である事を公表、14日放送分より正式に休演[5]。
- 9月20日 - 佐藤弘道が3か月半ぶりにスタジオ復帰[6]。
- 9月27日 - 最終回。8年の歴史に幕。